# 鍾佳浜
鍾 佳浜（しょう かひん、ジョン ジアビン、1965年〈民国54年〉2月23日 - ）は、中華民国（台湾）の政治家。民主進歩党所属の立法委員。

## 経歴
元屏東県長である蘇家全の秘書や陳水扁政権の文化部参事官などを歴任した。
2002年、台北市長選挙で李応元の選挙対策責任者を務めた。
2006年、屏東県長の曹啓鴻から屏東県副県長に任命された。
2016年の第9回立法委員選挙では屏東県第二選挙区から出馬し、初当選した。
2020年の第10回立法委員選挙では、選挙区再編により屏東県第一選挙区から出馬し、12万票近くの得票数を獲得し再選された。
2024年の第11回立法委員選挙では、国民党候補を破り、再選に成功した。

## 選挙記録
| 年度 | 選挙               | 選挙区           | 所属政党   | 得票数  | 得票率 | 当選       | 注釈 |
| ---- | ------------------ | ---------------- | ---------- | ------- | ------ | ---------- | ---- |
| 2016 | 第9回立法委員選挙  | 屏東県第二選挙区 | 民主進歩党 | 76,204  | 52.55% |            |      |
| 2020 | 第10回立法委員選挙 | 屏東県第一選挙区 | 民主進歩党 | 119,871 | 49.55% | 選挙区再編 |      |
| 2024 | 第11回立法委員選挙 | 屏東県第一選挙区 | 民主進歩党 | 108,723 | 48.40% |            |      |